# Giovanni Giacomo Carlino
Pour les articles homonymes, voir Carlino (homonymie).

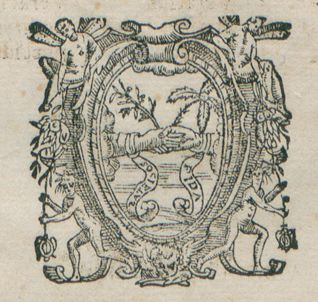
Marque typographique de Carlino (BEIC)

Giovanni Giacomo Carlino, né à Venise et mort à Naples en 1616, est un imprimeur et éditeur de musique italien de la Renaissance.

## Biographie
Giovan Giacomo Carlino était originaire de la république de Venise, où il débuta comme imprimeur. À Venise, au XVIe siècle, l'industrie de l'impression de livres était l'une des activités les plus rentables, avec une publication de près de deux millions de volumes dans les trente dernières années du siècle.
Au début du XVIIe siècle, une crise toucha le secteur dans son ensemble, entraînant le départ de nombreux imprimeurs professionnels. Carlino s'en fut à Naples, où il travailla longtemps pour Orazio Salviani, reprenant l'atelier de typographie d'Antonio Pace. Son ambition semble avoir été de devenir imprimeur de l'archevèque de Naples, Alfonso Gesualdo.
C'est probablement pour cette raison, et pour se rapprocher du siège archiépiscopal, que Carlino accepte d'installer provisoirement son atelier à Gesualdo, en 1611, à la demande du prince de Venosa, Carlo Gesualdo, neveu de l'archevêque, mécène et musicien.
Sous la direction du prince compositeur, Carlino réalise l'impression originale des Cinquième et Sixième livres de madrigaux de Gesualdo, ainsi que celle des Tenebræ Responsoria.
Carlino a écrit un sonnet élogieux en dialecte vénitien pour un ami, Antonio Cataldo Mannarino, poème inclus dans l'Oligantea, une anthologie poétique publiée en 1595.
Diverses publications ont paru sous des variations de son nom : Gio. Iacomo Carlino, Io. Iacobus Carlinus et Giacomo Carlino.

## Œuvres publiées
- Cornelio Vitignano, Cronica del Regno di Napoli, Naples, 1595,
- Cataldo Antonio Mannarino, Gloria di guerrieri e d’amanti, Naples, 1595,
- Cataldo Antonio Mannarino, Canzone all’illustrissimo e reverendissimo monsignor Alfonso cardinal Gesualdo vescovo d’Ostia, Naples, 1596,
- Giovan Domenico Montefuscoli, Grandezze del verbo ristrette nei misteri del rosario, Naples, 1593,
- Agostino De Cupiti, Caterina martirizata poema sacro, Naples, 1593,
- Agostino De Cupiti, Il poeta illuminato, 1598,
- Giovanni Antonio Summonte, Dell'historia della città e regno di Napoli, Naples, 1601,
- Michele Zuppolo, Sommario istorico, Naples, 1602.

Marques tipogràfiques de Giovanni Giacomo Carlino
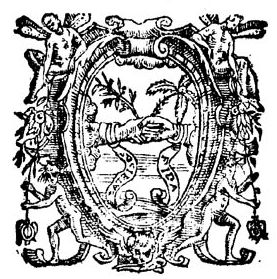
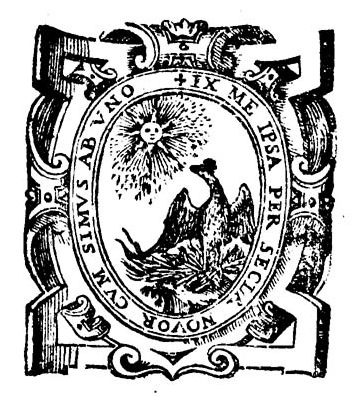
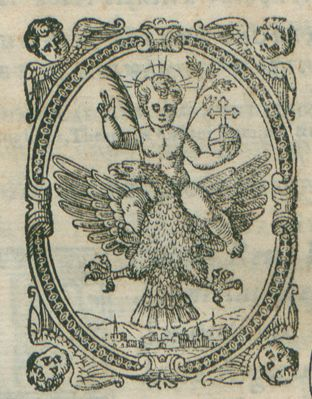

## Sources
- (it) Cet article est partiellement ou en totalité issu de l’article de Wikipédia en italien intitulé « Giovanni Giacomo Carlino » (voir la liste des auteurs).
- (it) Giovanni Giacomo Carlino sur le site La stamperia del principe Gesualdo